# 山城泰介
山城 泰介（やましろ たいすけ）は、日本の元ラグビー選手。現在日本ラグビーフットボール協会の副会長を務めている。

## プロフィール
- 現役時代のポジションはプロップ(PR)[1]。
- 慶應義塾體育會蹴球部の主将を務めたことがある[2]。

## 略歴
筑紫丘高校卒業後、慶応義塾大学に入学。
慶應義塾大学卒業後、2015年、日本ラグビーフットボール協会の理事・会計役に就任。
2019年、日本ラグビーフットボール協会の副会長に就任